# 近藤亨 (NPO理事長)
近藤 亨（こんどう とおる、1921年6月18日 - 2016年6月9日）は、日本の農学者。ネパール・ムスタン地域開発協力会理事長。ネパールにおいて世界最高地の稲作に成功したことで知られる。

## 人物
1921年、新潟県に生まれる。新潟大学農学部助教授を経て新潟県園芸試験場の研究員となり、1976年には国際協力事業団 (JICA) から植樹栽培専門家としてネパールに派遣される。それ以来、ネパールのために尽力する。1990年にJICAを辞した後もネパール・ムスタン地域開発協力会 (MDSA)の理事長として、現地ムスタンに留まり、果樹栽培の指導や、小学校や病院などを建設し、ネパールの秘境で地元の人たちのために、90歳を過ぎた後も活躍していた。特に、1998年10月、標高2750mのネパール・ムスタン・ティニ村で世界最高地の稲作に成功し、ネパール各方面より多大なる賞讃を集めた。さらに、2000年には標高3600mのムスタン・ガミ村でも稲作に成功。

## 略歴
- 1921年 - 新潟県南蒲原郡加茂町（現・加茂市）に生まれる。
- 1939年 - 新潟県立三条中学校卒業。
- 新潟県立農林専門学校（現・新潟大学農学部）卒業。
- 新潟大学農学部助教授を経て、新潟県園芸試験場の研究員となる。
- 1976年 - 国際協力事業団(JICA)の果樹栽培専門家としてネパールへ、以後十数年間にわたり、ネパールのために尽力する。
- 1991年 - 後発開発途上国ネパールの中で各国の支援活動、辺境・ムスタン地域住民の自立に寄与するべく、ネパール・ムスタン地域開発協力会 (MDSA)を任意団体として発足。
- 1997年3月 - 北海道大学より 農学博士。論文の題は「形質転換によるジャガイモ葉巻ウイルス抵抗性ジャガイモに関する研究 」[3]。
- 1998年10月 - 標高2750mのネパール・ムスタン・ティニ村で世界最高地の稲作に成功。
- 2000年 - 標高3600mのネパール・ムスタン・ガミ村での稲作に成功。
- 2003年4月 - 特定非営利活動法人(NPO) ネパール・ムスタン地域開発協力会設立、現在、ムスタン・ガミ村（標高3600m）の高地に病院を建設。病院運営に邁進した。
- 2016年6月9日 - 肺炎のため東京都青梅市の病院で死去[4]、94歳。ムスタン・ガミ村の病院に分骨された墓がある[5]。

## 主な受賞歴
- ネパール
  - 国王勲二等勲章（1997年）　
  - 政府・シルバー勲章（1997年）
  - 園芸学会特別功労賞（1998年）
  - ネパール最高栄誉１等勲章（2013年）[6]
- 日本　
  - 外務省国際協力賞（1996年）
  - 吉川英治文化賞（1999年）
  - 毎日国際協力賞（1999年）　　
  - 新潟日報文化賞（2001年）
  - 読売国際協力賞（2001年）　
  - 米百俵特別賞（2003年）
  - 地球倫理推進賞（2006年）
  - 安吾賞新潟市特別賞（2008年）[7][8]

## 著作
- 『ムスタンの朝明け その後の魔術師の果物作り』かんぽう、1994年
- 『夢に生きる 秘境ムスタンに黄金の稲穂を』講談社、2000年
- 『ムスタンへの旅立ち』新潟日報事業社、2003年
- 『ネパール・ムスタン物語 秘境に虹をかけた男』新潟日報事業社、2006年
- 『ムスタン爺さまの戯言』新潟日報事業社、2010年

## 伝記
- 岡本文良作,高田勲絵『魔術師のくだものづくり :ネパールの人と自然を愛し、果樹を育てる近藤亨』くもん出版, 1990.10